# Volker Ohling
Volker Ohling (* 17. Januar 1955) ist ein ehemaliger deutscher Fußballspieler.
Der gebürtige Westrhauderfehner begann seine Profikarriere im Alter von 18 Jahren zur Bundesligasaison 1973/1974 bei Werder Bremen und entwickelte sich in der folgenden Spielzeit zum Stammspieler. Der Nachwuchsstürmer debütierte am 27. April 1974 beim Heimspiel gegen Hannover 96 in der Bundesliga. Er wurde in der 64. Minute eingewechselt und traf in der 85. Minute zum 3:3 Endstand. Acht Tage später brachte seine Einwechslung in der 73. Minute beim Werder-Auswärtsspiel bei Eintracht Frankfurt den gleichen Erfolg: in der 78. Minute erzielte Ohling den 1:1-Ausgleichstreffer für die Mannschaft von Trainer Josef Piontek.
Ohling erlebte in Bremen danach wechselhafte Jahre. Mal sollte er in die 2. Liga verkauft werden, wo unter anderem die Offenbacher Kickers und der FC St. Pauli Interesse zeigten. Dann wieder erlebte Ohling unter der ersten kurzen Ägide von Trainer Otto Rehhagel in Bremen gute Zeiten, da er unter Werders späterem Meistertrainer im Abstiegskampf zum Stammspieler im Sturm oder im offensiven Mittelfeld avancierte.
Schließlich verließ er 1977 den Verein – er war unter Trainer Hans Tilkowski 1976/77 nur noch zu neun Einsätzen gekommen – und wechselte zum soeben in die 2. Bundesliga Nord aufgestiegenen OSC Bremerhaven. Ohling spielte dort als Mittelstürmer, Spielmacher und Libero und erzielte 13 Tore in der 2. Liga Nord. Die Mannschaft von Trainer Egon Coordes konnte die Klasse jedoch nicht halten und stieg nach nur einem Jahr wieder in die Oberliga ab. Obwohl der OSC den direkten Wiederaufstieg auch dank Ohling schaffte, wechselte der Stürmer innerhalb der Amateur-Oberliga Nord zum Bremer SV. Trotz einer Verletzung erzielte er in der Saison 79/80 für den BSV 18 Tore.
1980 wechselte Volker Ohling zum Oberliga-Meister VfB Oldenburg, der in die 2. Bundesliga Nord aufgestiegen war. Dort hatte Ohling zunächst einen schwierigen Start und galt fast schon als Fehleinkauf, als er plötzlich als Torschütze und Vorbereiter zuschlug und in Oldenburg zum Publikumsliebling wurde. Er belegte mit dem VfB in der 22er-Liga im Norden den 15. Rang und wurde mit 14 Treffern der Torschützenkönig in Oldenburg. Da ab der Saison 1981/82 die eingleisige 2. Bundesliga an den Start trat und Oldenburg dafür nicht qualifiziert war, endete damit die Laufbahn von Volker Ohling im Lizenzspielerbereich.
Der VfB wiederum wollte in der Saison 1981/82 den sofortigen Wiederaufstieg in die 2. Liga schaffen, scheiterte daran aber deutlich. Das Team von Trainer Gerd Bohnsack belegte trotz namhafter Verstärkungen aus dem Profilager nur Platz neun. Auch Ohling geriet in die Kritik, da er – wie das gesamte Team – nicht an seine überragende Saison in der 2. Liga anknüpfen konnte. Trotzdem wurde er mit 13 Toren wieder bester Torschütze des VfB.
In der Saison 1982/83 versuchte Oldenburg einen Neustart, der völlig missglückte und fast mit dem Abstieg endete. Erst am letzten Spieltag rettete sich der VfB. Volker Ohling absolvierte nur sechs Punktspiele, da er früh in der Saison mit einem schweren Knorpelschaden im Knie ausfiel. Nach der Operation galt Ohling fast schon als Sportinvalide, das Ende der Laufbahn stand im Raum. Ohling kämpfte sich jedoch wieder heran und spielte 1983/84 wieder für den VfB, allerdings aufgrund der Verletzung nicht mehr im Sturm. Als Spielmacher zeigte er erneut gute Leistungen, ehe er am Saisonende – wiederum wie das ganze Team – nachließ. Der Interimstrainer des VfB warf ihn deshalb vier Spieltage vor Saisonende aus dem Oberliga-Kader, ein Rauswurf, der bei Mitspielern und Fans heftig umstritten war. Ohne Ohling spielte der VfB zudem keinen Deut besser.
Mit 29 Jahren wechselte Ohling zur Spvgg Aurich, von dort ging es zwei Jahre später zum STV Barßel in die Bezirks-Oberliga, wo Ohling noch bis ins Alter von 36 Jahren spielte.
Heute lebt der Rhauderfehner wieder in seinem Geburtsort, spielt leidenschaftlich Golf, besucht mit Freunden und alten Mitspielern öfter die Spiele von Werder Bremen. Sohn Benjamin spielte ebenfalls im höherklassigen Amateur-Fußball, allerdings ohne im entferntesten an die Spielstärke seines Vaters heranzukommen.